# موراتا دي خالون
بلدية موراتا دي خالون (بالإسبانية: Morata de Jalón) هي بلدية تقع في مقاطعة سرقسطة التابعة لمنطقة أراغون شمال شرق إسبانيا.

## الديموغرافيا
بلغ عدد سكان بلدية موراتا دي خالون 1.314 نسمة عام 2011 (وفقاً للمعهد الوطني الإسباني للإحصاء).
| 1.614 | 1.574 | 1.494 | 1.417 | 1.379 | 1.360 | 1.314 |

## أعلام
- فرنسيسكو غارسيس